# Topolino meccanico
Topolino meccanico anche conosciuto come Stazione di servizio (Mickey's Service Station) è un film del 1935 diretto da Ben Sharpsteen. È un cortometraggio animato della serie Mickey Mouse, prodotto dalla Walt Disney Productions e uscito negli Stati Uniti il 16 marzo 1935, distribuito dalla United Artists.
Il singolo cortometraggio non è stato doppiato in italiano. Il film è stato però inserito, senza titoli di testa e di coda e colorato al computer, nello special I capolavori di Pippo, uscito solo in VHS nel marzo 2000. In quell'occasione Topolino, Paperino, Pippo e Pietro vennero doppiati rispettivamente da Alessandro Quarta, Luca Eliani, Vittorio Amandola e Massimo Corvo.

## Trama
Pietro Gambadilegno porta la sua auto alla stazione di servizio di Topolino e gli dà 10 minuti per eliminare un cigolio. Insieme ai suoi soci Paperino e Pippo, Topolino smonta in fretta l'auto sentendo cigolii ovunque. Alla fine riesce a trovare la fonte del rumore, una cavalletta. I tre riescono anche a rimontare in qualche modo l'auto prima che Pietro torni. Quando però Pietro prova a metterla in moto, questa esplode, e il motore lo insegue.

## Edizioni home video

### VHS
- Cartoons Classici - Topolino, dicembre 1985
- I capolavori di Pippo, marzo 2000 (senza i titoli di testa e di coda, in una versione colorata al computer e con un doppiaggio italiano inedito)

### DVD
Il cortometraggio è incluso nel DVD Walt Disney Treasures: Topolino in bianco e nero.